# Triodion

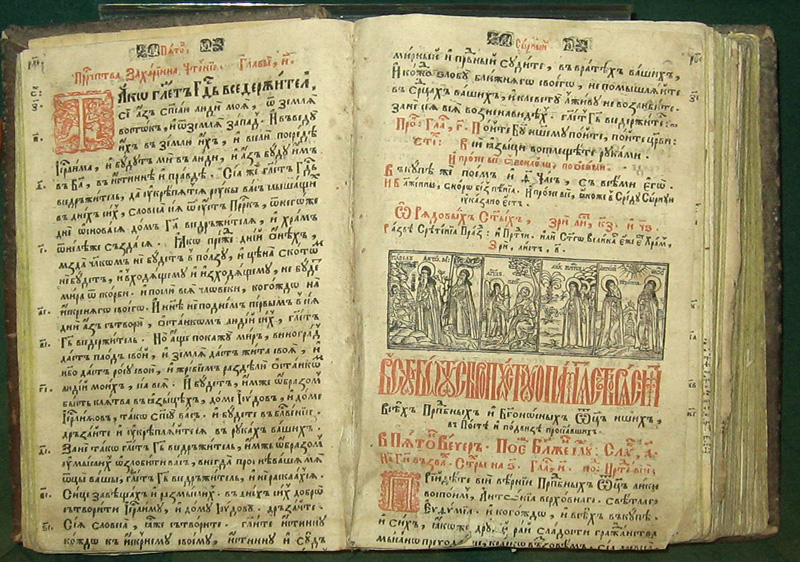
Triodion de Carême de Pierre Movilă, 1646.

Le Triodion (Grec : Τριῴδιον, Triōdion ; Slavon d'Église : Постнаѧ Трїωдь, Postnaya Triod ; Roumain : Triodul ; Albanais : Triod/Triodi), appelé aussi Triodion du Grand Carême (Grec : Τριῴδιον κατανυκτικόν, Triodion katanyktikon) est l'ouvrage liturgique, ou rituel, utilisé par les Églises d'Orient – Églises orthodoxes et Églises catholiques de rite byzantin – prescrivant l'ordonnancement des rites et cérémonies du Petit et du Grand Carême qui précèdent Pâques.

## Origine du nom
Le nom de Triodion provient du fait que les canons de l'orthros de semaine, lors de la période préparatoire à Pâques (Petit Carême et Grand Carême), contiennent seulement trois odes et sont appelés triodes. La période couverte par le Triodion va du dimanche du Publicain et du Pharisien (P - 70) à l'office du soir du Samedi saint (P - 1).

## Prescriptions
Les prescriptions du Triodion portent sur :
- la période de pré-carême ;
- les quarante jours du Grand Carême, jusqu'à l'office du soir du samedi saint.

Dans la version utilisée par les Vieux Croyants et ceux qui suivent la recension ruthénienne, les prescriptions du Triodion s'achèvent avec le service du samedi de Lazare (P - 8) et ne contient pas les prescriptions pour la Semaine sainte, lesquelles sont dans le Pentecostarion.